# Martinho Garcez
Martinho César da Silveira Garcez, mais conhecido como Martinho Garcez (Laranjeiras, 30 de novembro de 1850 — ?), foi um advogado, professor, jornalista e político brasileiro.
Foi presidente do Estado de Sergipe, de 1896 a 1898, além de senador, de 1900 a 1909. Também exerceu o mandato de deputado provincial, de 1874 a 1875.